# Augustinerstraße (Wien)
Die Augustinerstraße befindet sich im 1. Wiener Gemeindebezirk Innere Stadt. Sie ist nach der an ihr liegenden Augustinerkirche benannt.

## Geschichte
Die Augustinerstraße ist Teil eines alten und bedeutenden Verkehrsweges, der Hochstraße, die auf der Trasse der ehemaligen römischen Limesstraße an der mittelalterlichen Stadt Wien vorbeiführte und sich etwa zwischen der heutigen Schottengasse und der Kärntner Straße erstreckte. Ab dem 16. Jahrhundert wurde es üblich Teile dieser Straße mit eigenen Namen zu bezeichnen. 1357 sprach man noch von der Hochstraße gegenüber den Augustinern, 1547 von der Augustinergasse und seit 1862 von der Augustinerstraße. Bis zu dieser Zeit reichte sie vom Michaelerplatz bis zur Kärntner Straße. 1862 wurde am nördlichen Ende die Reitschulgasse und der Teil entlang des Josefsplatzes abgetrennt, 1877 der Albrechtsplatz (heute Albertinaplatz) ausgeklammert und 1942 am südlichen Ende die Philharmonikerstraße abgetrennt. Dies hatte zur Folge, dass die ursprünglichen Hausnummern 2–6 der Augustinerstraße heute fehlen, da sie nun zur Philharmonikerstraße gehören. Die ehemalige Hausnummer 8 war der Philipphof, der 1945 zerstört wurde. Aus diesen Gründen befinden sich heute an der rechten Straßenseite nur mehr die Hausnummern 10 und 12, an der linken Straßenseite die Hausnummern 1 bis 9.

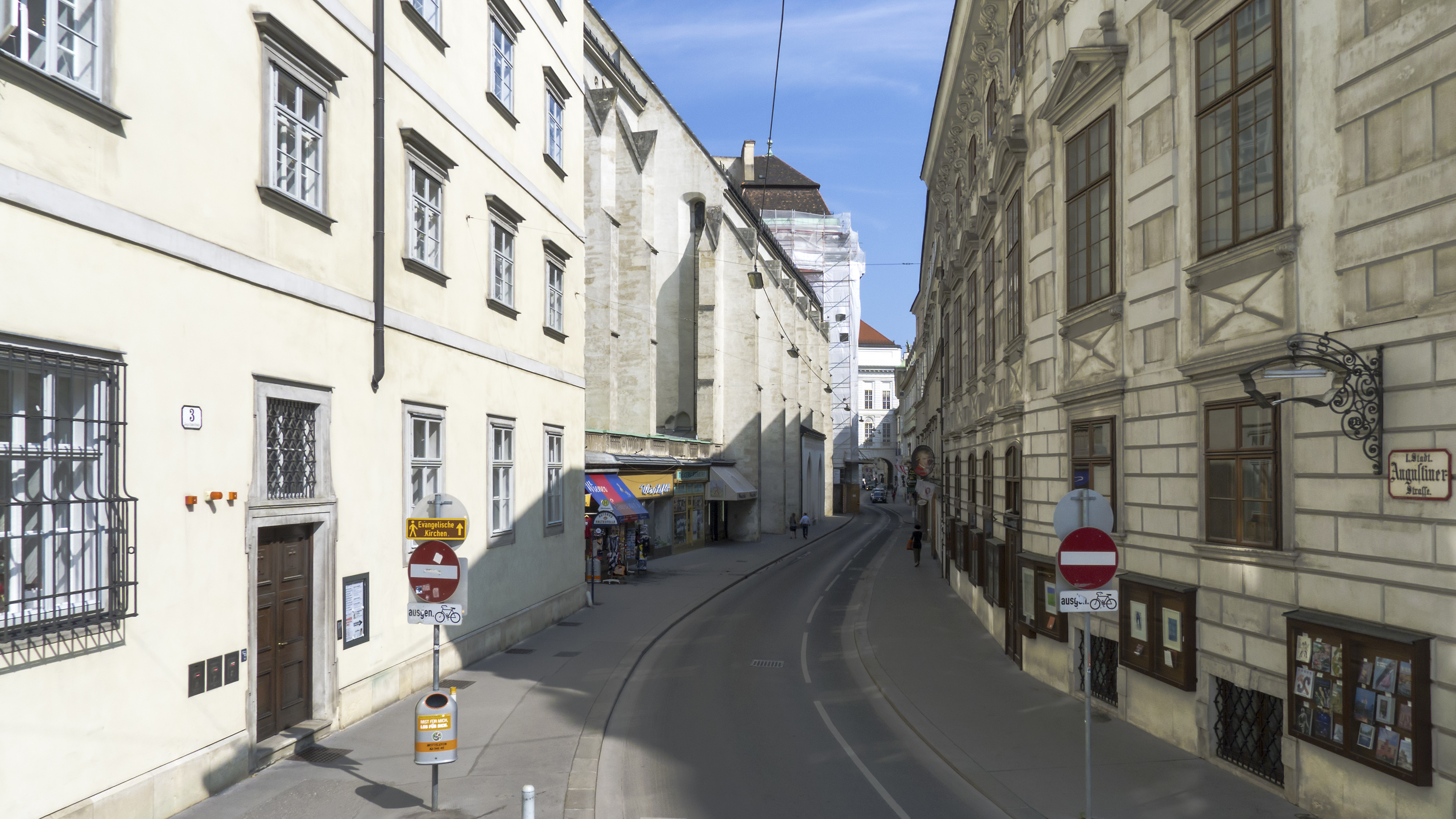
Augustinerstraße bei Nr. 3

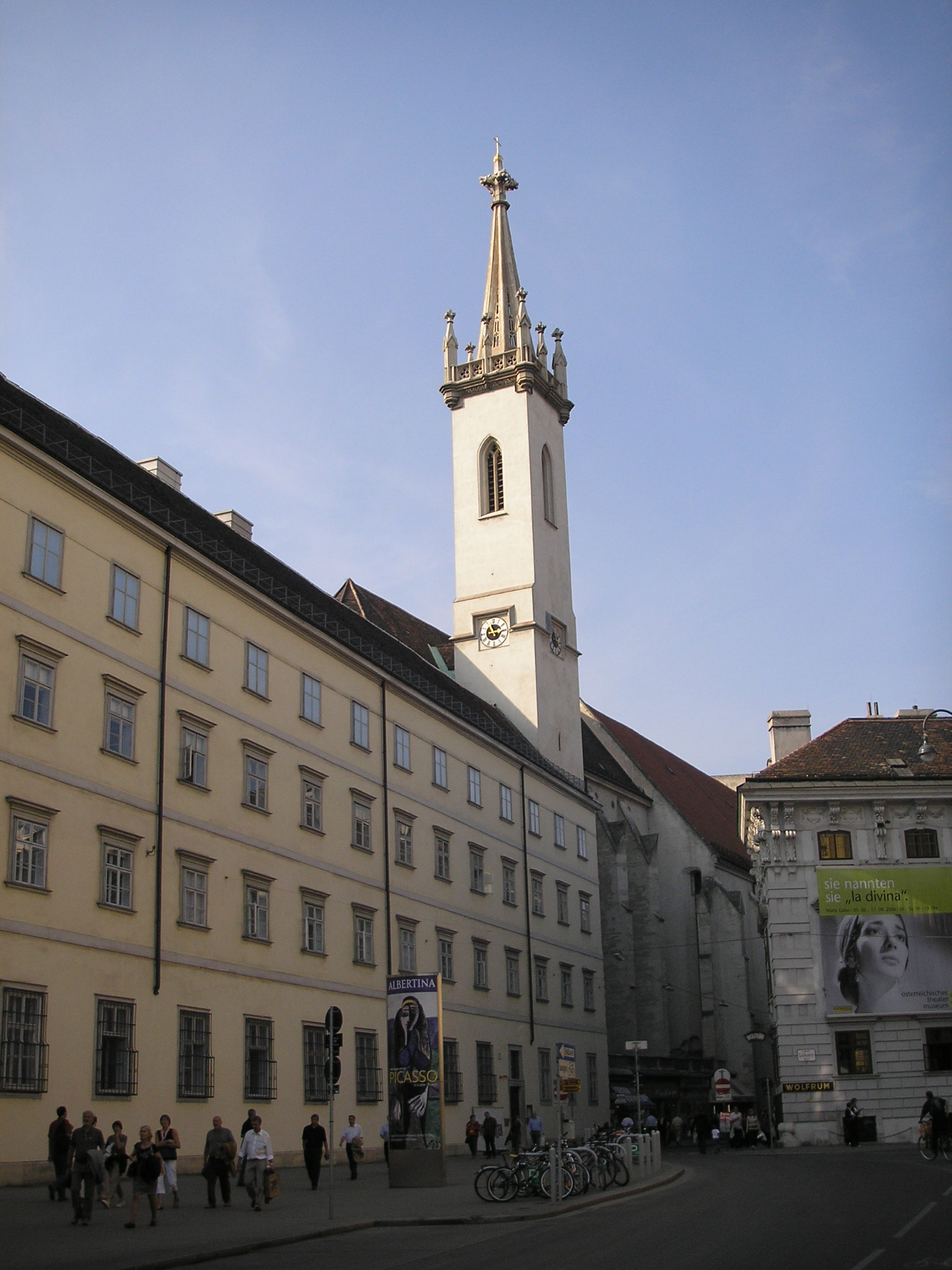
Augustinerstraße mit Blick zur Augustinerkirche

## Lage und Charakteristik
Die Augustinerstraße verläuft vom Albertinaplatz in nordwestlicher Richtung bis zum Josefsplatz, wobei auf der rechten Seite gegenüber der Nr. 1 (Albertina) der Helmut-Zilk-Platz und der Lobkowitzplatz liegen. Die schmale Gasse wird als Einbahnstraße in nord-südlicher Richtung geführt, ein Radfahrstreifen ermöglicht den Verkehr in umgekehrter Richtung. Der gesamte Verlauf der Augustinerstraße wird von der Autobuslinie 2A befahren, die beim Lobkowitzplatz eine Haltestelle (benannt als Albertinaplatz) besitzt. Aufgrund der zahlreichen Sehenswürdigkeiten und Museen entlang der Straße und in deren Umgebung frequentieren zahlreiche Fußgänger (vor allem Touristen) die Augustinerstraße.
Die Verbauung besteht in der Hauptsache aus Monumentalbauten, wie der Albertina, der Augustinerkirche und dem Palais Lobkowitz, sowie einem großen Gebäude aus dem 16. Jahrhundert. Die Augustinerstraße ist sehr eng und wegen der hohen Gebäude auch dunkel, mit Ausnahme jener Zone, die nur auf der linken Seite verbaut und rechts gegenüber dem Helmut-Zilk-Platz offen ist. Einige Lokale und Geschäfte sind vorwiegend auf touristisches Publikum ausgerichtet.
Alle Gebäude der Augustinerstraße stehen unter Denkmalschutz.

## Verbauung

### Nr. 1 Palais Erzherzog Albrecht
An dieser Stelle an der Augustinerbastei (einem Teil der Wiener Stadtbefestigung) befand sich das Hofbauamt aus dem 17. Jahrhundert, ehe es 1742 bis 1745 zum Palais Taroucca umgebaut wurde. Dieses Palais gelangte 1795 in den Besitz von Albert Kasimir von Sachsen-Teschen, der seine bedeutende Grafiksammlung aus Pressburg hierher brachte. Sie ist seit 1822 der Öffentlichkeit zugänglich. Erzherzog Karl, der Erbe des Gebäudes, ließ durch den Architekten Joseph Kornhäusel im Inneren Umbauten vornehmen, von ihm stammt die große Stiege mit Sphingen. Nach dem folgenden Besitzer, Erzherzog Albrecht, trägt das Gebäude seinen Namen. 1945 wurde es durch Bombentreffer schwer beschädigt und nur mehr vereinfacht wieder aufgebaut. Zwischen 1998 und 2003 wurde das Palais innen und außen umfassend modernisiert und für den Museumsbetrieb umgebaut. Bedenken des Bundesdenkmalamtes wurden nicht berücksichtigt, ein vor allem in der Öffentlichkeit umstrittenes Flugdach von Hans Hollein auf der Augustinerbastei, das auch in die Augustinerstraße hineinragt, wurde errichtet und setzt einen deutlichen Akzent.

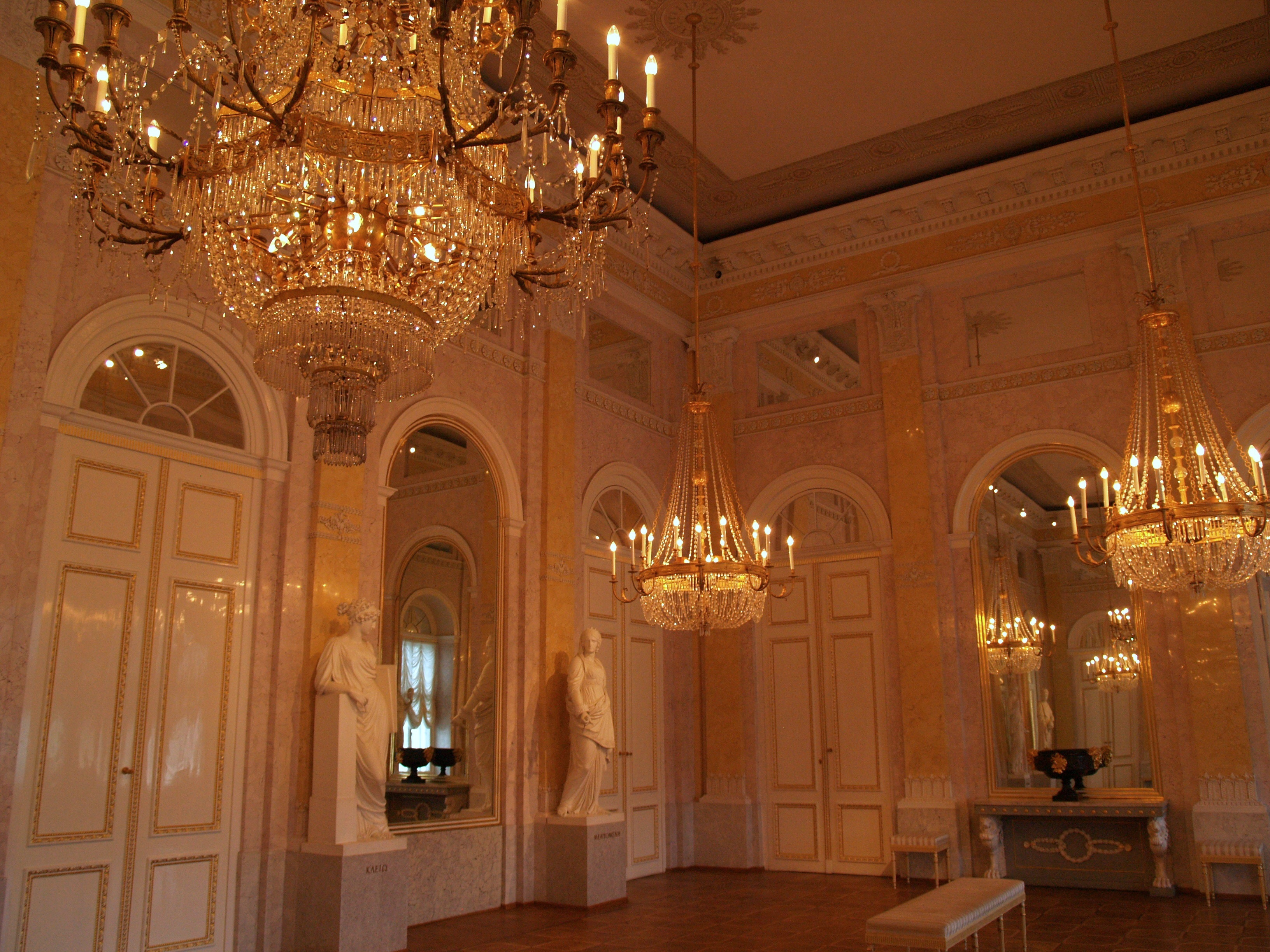
Musensaal im Palais Erzherzog Albrecht

Im Gebäude befindet sich die Albertina, eine der bedeutendsten grafischen Sammlungen der Welt, die bekannte Werke von Albrecht Dürer (z. B. Der Feldhase), Peter Paul Rubens, Gustav Klimt und Egon Schiele besitzt. Daneben gibt es eine Architektursammlung und eine Fotosammlung. Die private Sammlung Batliner mit wichtigen Gemälden der klassischen Moderne ist als Dauerleihgabe seit 2007 hier zu sehen. Seit dem Umbau und der Direktion von Klaus Albrecht Schröder wurde die Ausstellungstätigkeit nicht mehr nur auf Grafiken beschränkt. Die Albertina ist mit ihren eigenen Beständen und den regelmäßig stattfindenden Ausstellungen der bedeutendsten internationalen Künstler zu einer der meistbesuchten Sehenswürdigkeiten Wiens geworden.
Außerdem befindet sich hier seit 1965 das Österreichische Filmmuseum, das in einem eigenen Kinosaal Filme zeigt.

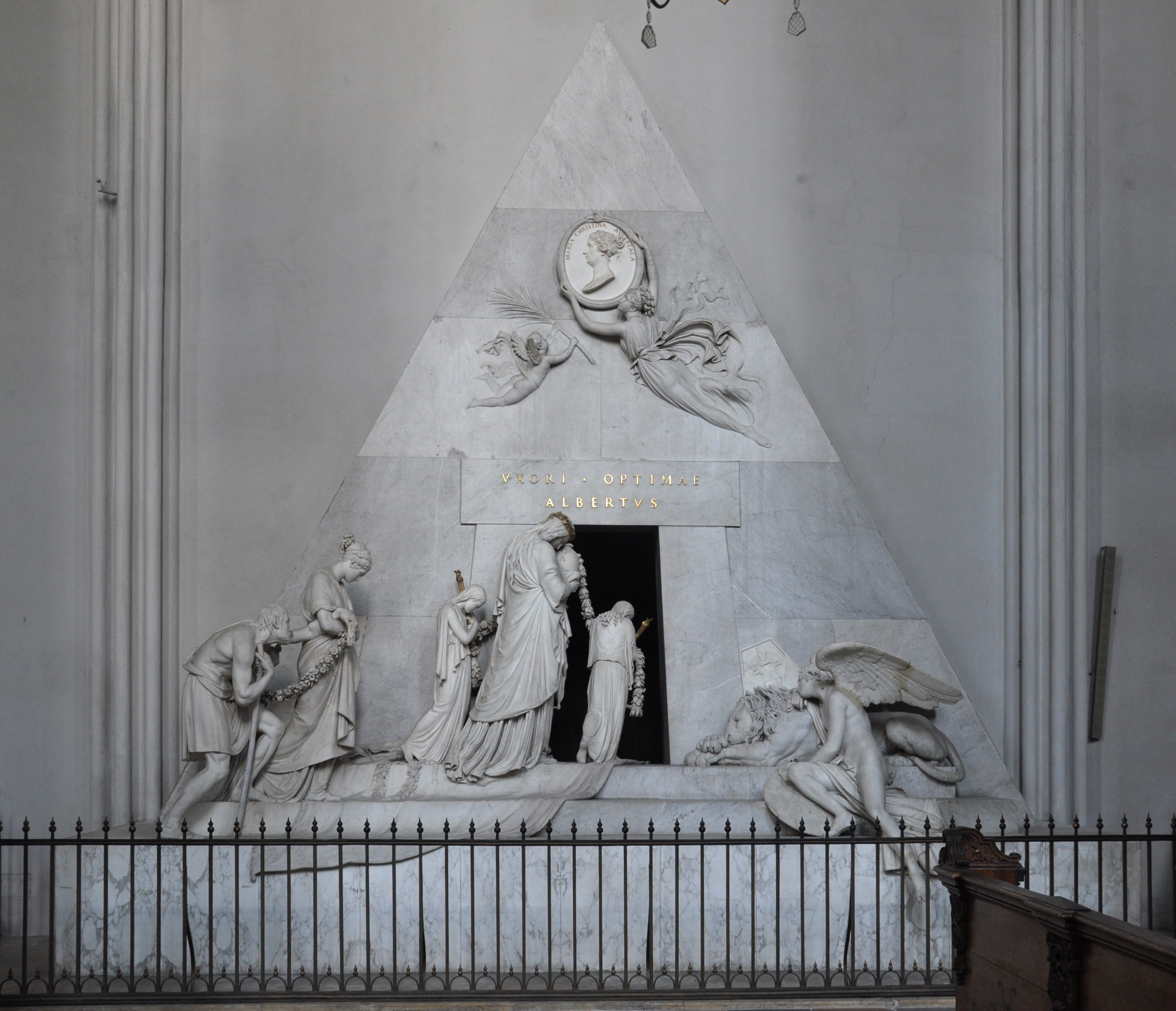
Grabmal für Marie Christine von Sachsen-Teschen in der Augustinerkirche

### Nr. 3 Augustinerkirche und -kloster
Die von außen unauffällig wirkende Augustinerkirche ist in den Gebäudekomplex der umliegenden Hofburg-Gebäude integriert. Sie zählt aber aufgrund ihres Inneren und ihrer Geschichte zu den bedeutendsten Kirchen Wiens. Erbaut wurde sie 1330 bis 1339 im gotischen Stil, damals noch freistehend. Seit 1634 war sie kaiserliche Hofpfarrkirche, hier fanden auch zahlreiche Trauungen des Kaiserhauses statt, wie jene von Maria Theresia, Marie-Antoinette oder Franz Josef mit Sisi. Unter Kaiser Joseph II. regotisierte Johann Ferdinand Hetzendorf von Hohenberg die Augustinerkirche im Inneren. In der Kirche befinden sich zahlreiche Grabdenkmäler, das auffallendste wohl die klassizistische Grabpyramide der Erzherzogin Marie Christine von Sachsen-Teschen von Antonio Canova (1801–1805). In der Herzgruft werden die Herzen von 54 Habsburgern aufbewahrt. Der Prediger Abraham a Sancta Clara liegt in der Gruft der Kirche begraben.
An der Außenwand der Kirche in der Augustinerstraße befindet sich eine Gedenktafel für König Johann III. Sobieski von Polen mit Bildnismedaillon aus dem Jahr 1983.

### Nr. 10 Palais Lobkowitz
Das barocke Palais Lobkowitz wurde 1685 bis 1687 von Giovanni Pietro Tencala erbaut, das Hauptportal stammt von Johann Bernhard Fischer von Erlach (1709). Seit 1991 ist hier das Österreichische Theatermuseum untergebracht.
Das Gebäude befindet sich an der Hauptadresse Lobkowitzplatz 2.

### Nr. 12 Ungarisches Haus oder Harnischhaus

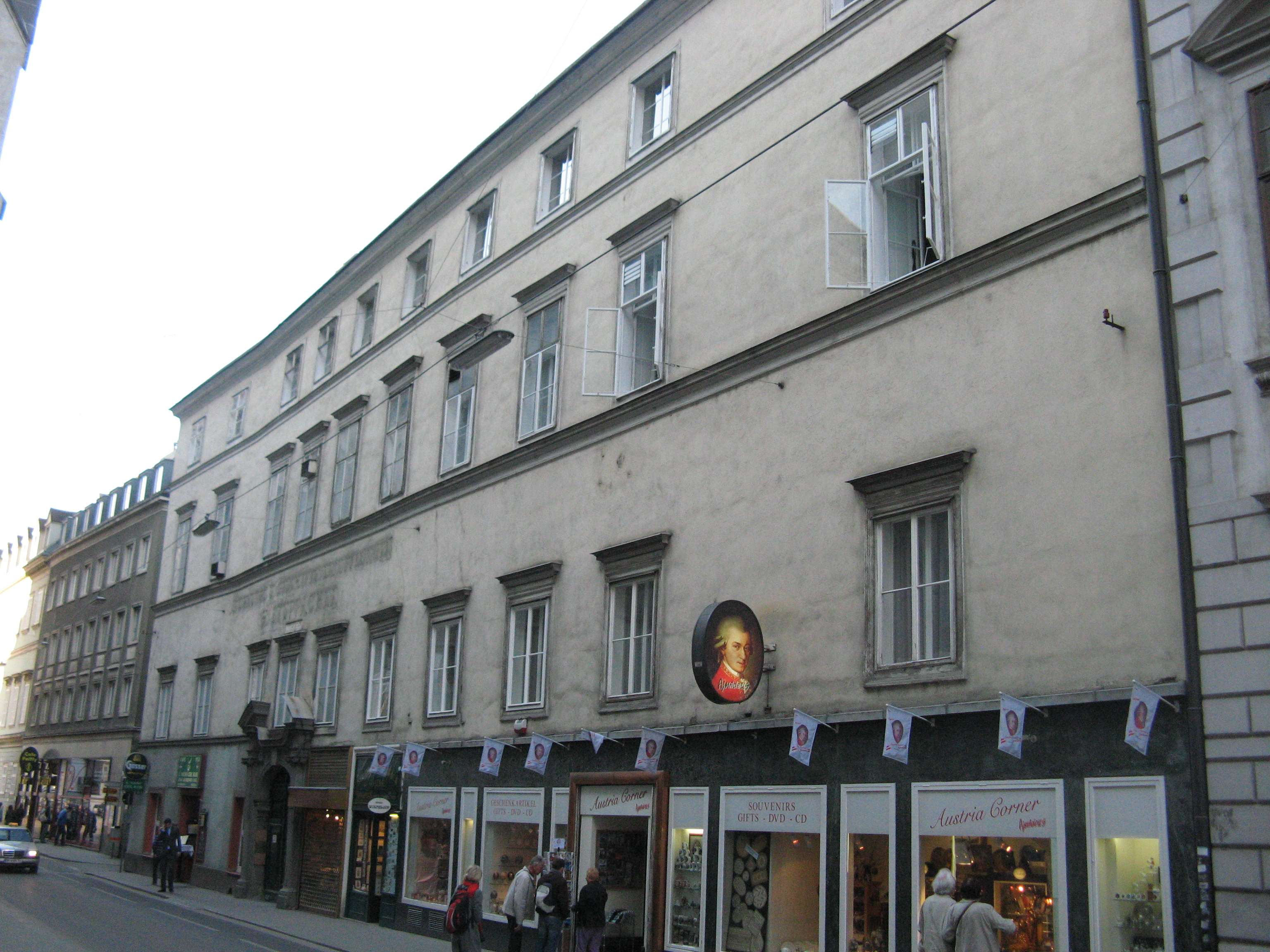
Ungarisches Haus, Nr. 12

An dieser Stelle an der Ecke zur Dorotheergasse wird 1313 ein landesfürstliches Zeughaus mit Pulvermagazin erwähnt. Nach einer Schenkung durch König Matthias Corvinus war es 1488 bis 1531 im Besitz des Dorotheerklosters. Das heutige Gebäude wurde Mitte des 16. Jahrhunderts wahrscheinlich für Marquard von Kuenring erbaut. Ab 1650 gehörte es Franz III. Nádasdy, ab 1696 der Familie Orsini-Rosenberg, in deren Zeit es erweitert und die hochbarocke Fassade errichtet wurde. 1753 erwarb Fürst Lobkowitz das Gebäude als Miethaus und Gasthaus der Stadt Brünn.
Das Äußere des Gebäudes ist schlicht gegliedert und folgt weitgehend der Fensteraufteilung des 16. Jahrhunderts. Das Korbbogenportal stammt aus dem Anfang des 18. Jahrhunderts, die Pawlatsche im Innenhof von 1870. Im Erdgeschoß, 1. Obergeschoß und Keller sind bemerkenswerte Renaissancegewölbe aus der Mitte des 16. Jahrhunderts erhalten. Im Nebenstiegenhaus befindet sich die Aufzugsmechanik für einen nicht mehr vorhandenen, manuell betriebenen Aufzug – ein bedeutendes technisches Denkmal aus der Mitte des 19. Jahrhunderts.